# Arvin (Californie)
Arvin est une municipalité située dans le comté de Kern, en Californie, aux États-Unis. Au recensement de 2010 sa population était de 19 304 habitants. La ville a été fondée en 1910 et a été incorporée en 1960. Son nom a été donné en hommage à Arvin Richardson.

## Géographie
Selon le Bureau du Recensement, la ville a une superficie totale de 12,5 km².

## Démographie
| 1940  | 1950  | 1970  | 1980  | 1990  | 2000   |
| ----- | ----- | ----- | ----- | ----- | ------ |
| 4 042 | 5 007 | 5 199 | 6 863 | 9 286 | 12 956 |

| 2010   | - | - | - | - | - |
| ------ | - | - | - | - | - |
| 19 304 | - | - | - | - | - |